# Chignon

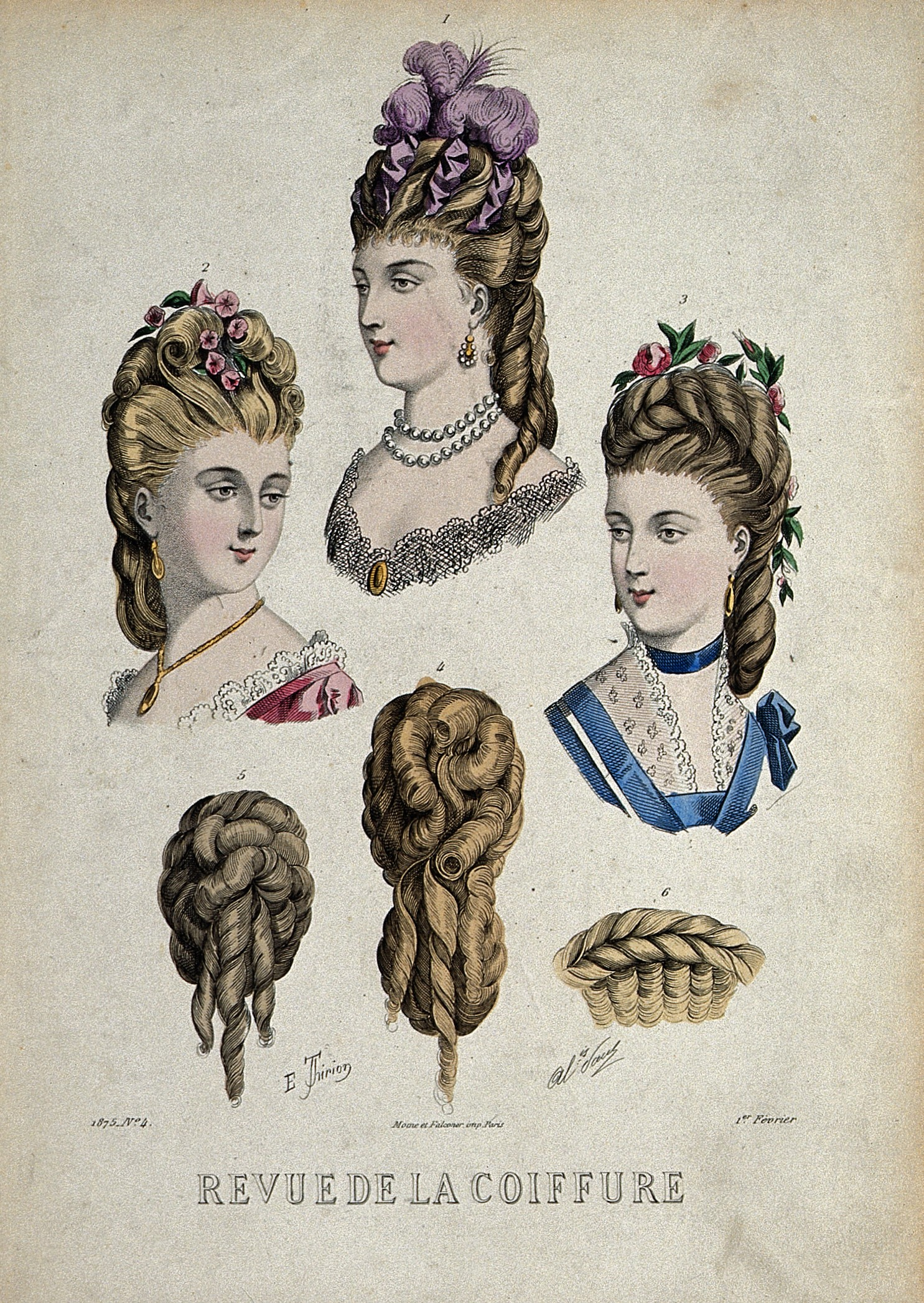
Gravure dames chignons de leur époque.

Le chignon est une coiffure signifiant littéralement cheveux longs retroussés vers l'arrière. Cette coiffure est répandue sous des formes très diverses, accompagnée ou non   d'accessoires. Aujourd'hui principalement portée par les femmes, cette coiffure est arborée par les hommes dans certaines traditions asiatiques et musulmanes. Dans la vie professionnelle, le chignon est porté par les agents d'accueil féminins, les hôtesses de l'air, les hôtesses aéroportuaires, les femmes militaires ou les officiers de police féminins. Enfin, comme la plupart des coiffures féminines, son évolution au fil des modes est étroitement liée avec celle des chapeaux et des boucles d'oreilles.

## Étymologie
Le substantif masculin,,,, « chignon » est la réfection — d'après « tignon » — de l'ancien français chagnon, issu du bas latin *catenione, dérivé,, de catena (« chaîne »).

## Aspects historiques

### Antiquité
Dans l’Antiquité grecque puis romaine, le prêtre porte le κρωβύλοϛ (krobulos), lequel est un petit chignon serré. La coiffure constitue l'un des marqueurs de la profession, et en particulier pour les prêtres dionysiaques.
D'autre part, au Ve siècle, la divinité Éros est souvent représentée avec un chignon. La position du chignon varie en fonction des représentations.

### Mésopotamie
Sur la plupart des glyptiques datant de l'époque mésopotamienne, les hommes portent un chignon écrasé en son milieu par un lien. Les femmes, quant à elles, ont les cheveux détachés ou noués en un chignon maintenu par un bandeau.
Sur les sceaux-cylindres de Mésopotamie, ces chignons sont généralement de petite taille et relativement bas sur la nuque.
Sur les territoires de Sumer, d'Akkad, d'Ur et de Kish, la coiffure était un marqueur social important. Le chignon était la coiffure réservée aux servantes.

### Iersiècle
Concernant les premiers chrétiens, il était d'usage pour les femmes de porter les cheveux assez longs, noués en un nœud simple ou un chignon. Jusqu'à la puberté, les jeunes filles pouvaient les laisser détachés, mais à partir d'un certain âge, l'absence de coiffure devenait signe de prostitution. Les femmes de classes sociales élevées, quant à elles, se coiffaient d'un chignon, lequel était recouvert d'un voile lors des sorties publiques.

### IIeetIIIesiècles

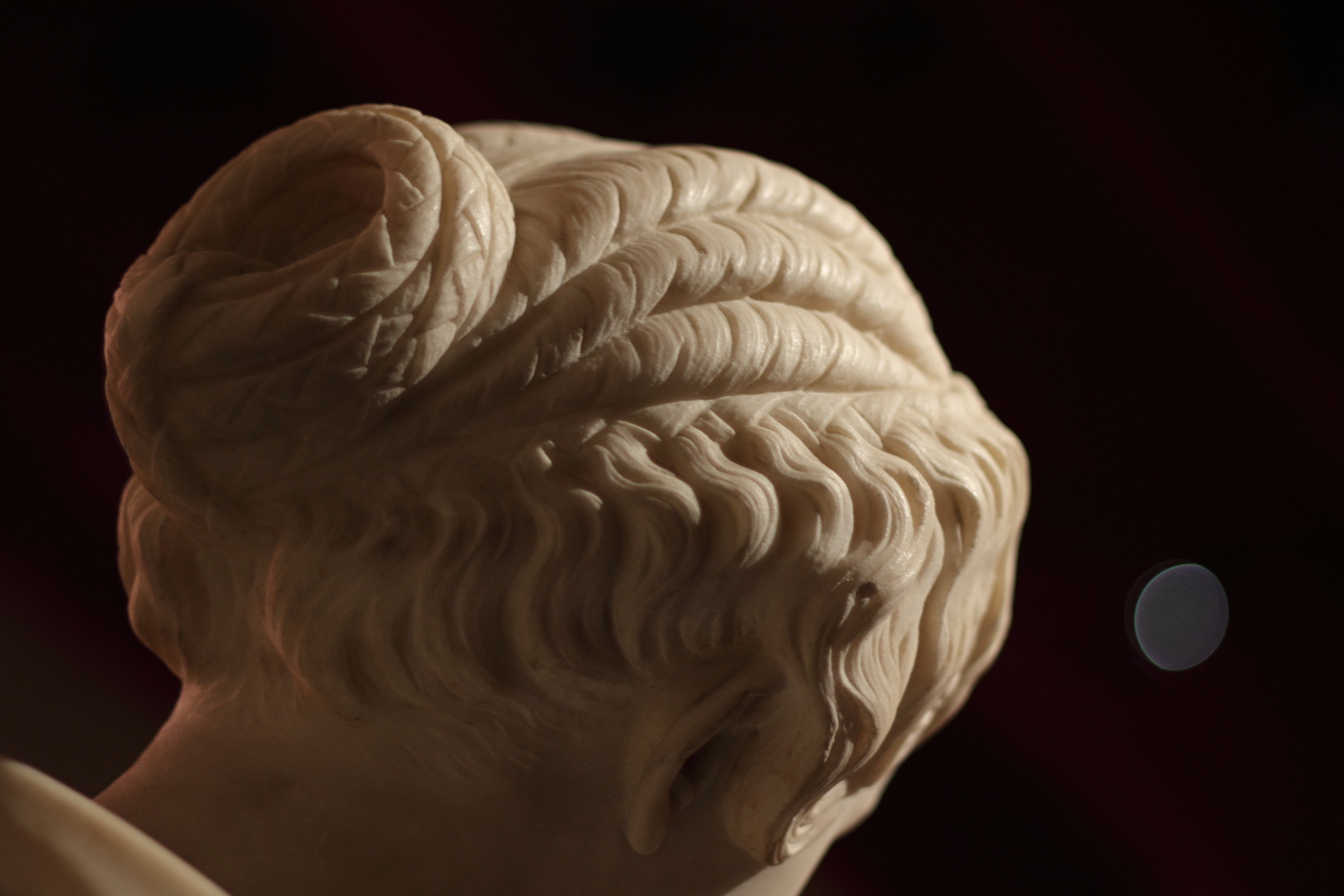
Buste de Faustine la Jeune, vers 148.

Dans l’Égypte romaine on retrouve de nombreuses représentations de divinités féminines portant un chignon. C'est le cas par exemple de Baubo, dont la coiffure est reconnaissable par son mélange d'un style romain mêlé de boucles isiaques. Cette divinité présente un chignon très large accompagné d'un bandeau qui recouvre les oreilles. Cette représentation serait le reflet de la mode capillaire lancée par Crispina autour de l'année 180 puis popularisée par Julia Domna quelques années plus tard. De même, on trouve des représentations de Harpocrate portant un chignon très large contre la nuque.
De manière générale, le chignon est à cette époque très porté, même si la taille des cheveux a tendance à diminuer. Le chignon est souvent accompagné de boucles sur le front et la partie supérieure du crâne. Vers la fin du IIe siècle, le chignon disparaît pour laisser place à des ornements complexes faisant appel à de faux cheveux, des tiares, des rubans de soie ou encore des perles d'or.

### XVIIIesiècle
Au cours du XVIIIe siècle, la coiffure féminine fut haute, puis basse pour devenir de plus en plus grosse et, à la fin de la décennie, redevenir discrète.
Jusqu'à 1710, la mode est aux coiffures très hautes sur la tête et en forme de tour de cheveux frisés, présentant des boucles au niveau des tempes. Les cheveux les plus en arrière sont réunis en un chignon pour laisser visible la nuque.
De 1720 vers 1750, la coiffure se fait plus discrète, en faisant disparaître les hauts échafaudages au sommet de la tête. On assiste désormais à des coiffures simples constituées d'ondulations sur le front et l'avant du crâne et de nuques dégagées, une fois encore, à l'aide d'un chignon. Ce type de coiffure est non seulement arboré par les femmes actives (pour des raisons pratiques), mais aussi par les dames élégantes suivant le cours de la mode. Notons cependant qu'en Angleterre, certaines femmes remplacent le chignon par des anglaises tombantes sur la nuque - une mode inspirée par les Danoises.
Ces coiffures étaient le plus souvent accompagnées de couvre-chef entre 1720 et 1740, le plus courant étant la casquette - sorte de chapeau très léger porté sur le haut du crâne, ayant un rebord de dentelle et un petit ruban de soie.
Vers la fin du siècle, avec pour point culminant l'année 1778, les coiffures prennent des proportions démesurées, faisant appel à des perruques et postiches poudrées. L'effet est amplifié par de très larges chapeaux surmontant les coiffures. C'est seulement vers 1790 que la mode revient aux chignons. En Angleterre, deux courants principaux se dégagent, avec d'une part la victime coiffeur, une mode capillaire destinée à ressembler aux coiffures des aristocrates guillotinés pendant la Révolution française, et d'autre part une coiffure plus modeste présentant des cheveux plaqués sur le crâne à l'aide d'un ruban ou rassemblés sur la nuque en un chignon très lâche.

### XIXesiècle

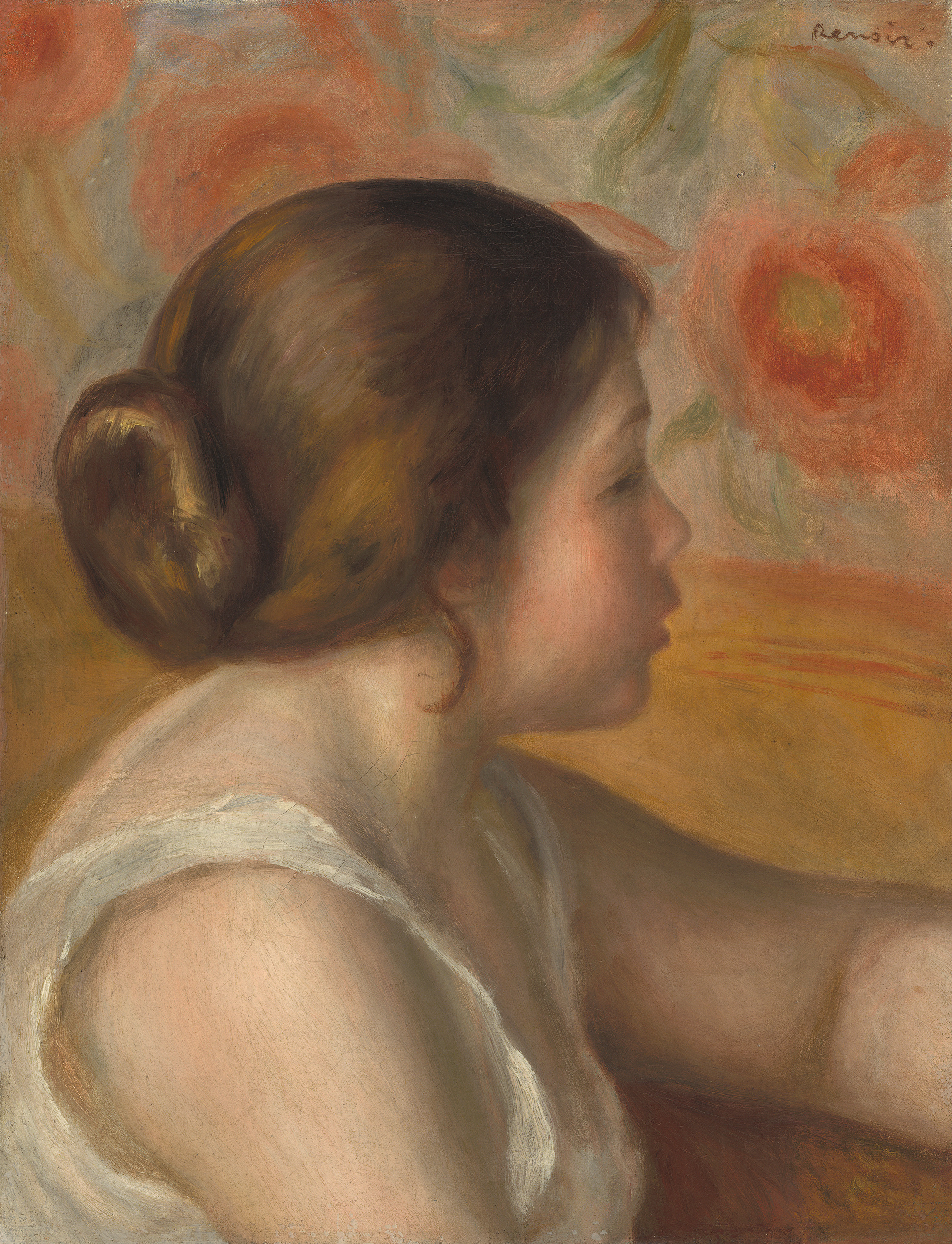
Tête d'une jeune fille, d'après Pierre-Auguste Renoir, 1890.

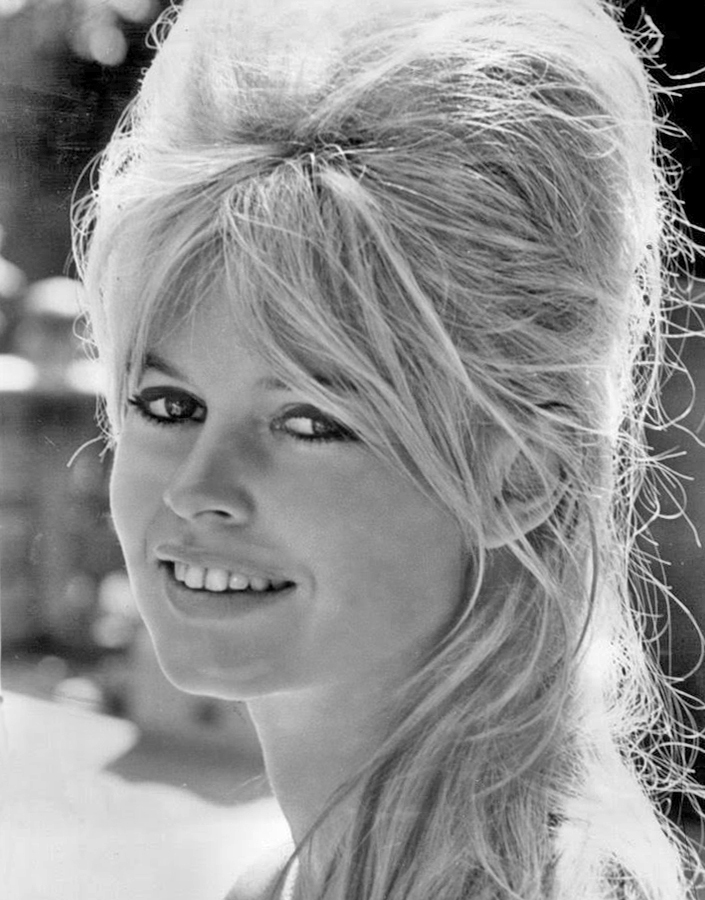
Brigitte Bardot en 1962.

La fin du XVIIIe siècle est à la mode des cheveux longs coiffés en un chignon très serré.
Près d'un demi-siècle plus tard, entre 1853 et 1857, on voit l'apparition progressive des chignons dénoués, dans un glissement de la mode Marie Stuart vers le style Louis XV. En 1853, la mode est aux chignons longs, (coiffures Eugénie et Rodomengo). Un an plus tard, le chignon devient tombant, à peine noué, glissant sur le cou. On observe un passage du style Renaissance vers Pompadour. En 1855, le chignon est défait, et la mode évolue vers des cheveux bouclés, mais le front reste dégagé et les cheveux sont tombants seulement sur la nuque. En 1956, la mode est complètement passée au style Louis XV.
Durant l'été 1867, le chignon est controversé mais toujours très porté, son succès est même grandissant. L’essor de nombreuses variantes dans la forme de ce chignon attise principalement les critiques : des formes aussi originales que variées (soleil de cheveux plats de 40 cm entouré de torsades molles en natte, cheveux courts ondulés aux branches carrées) font du chignon un objet attirant car il véhicule une idée de jeunesse et d'émancipation
.
Dès 1878, il est d’usage dans toutes les classes sociales d’ajouter à la coiffure un postiche en forme de natte, de boucle, ou de chignon.

### XXesiècle
Début 1900, la mode passe de la coiffure haute à la coiffure basse, et le chignon descend petit à petit vers la nuque.
Vers 1925, la mode est aux cheveux courts et les chignons disparaissent progressivement, dans les classes aisées d’abord, puis dans les classes plus modestes ensuite.
À la fin des années 1940, l’émancipation des femmes et leur participation en masse dans la vie active les amène à choisir des coiffures simples et pratiques. Les cheveux courts sont parfois préférés pour des raisons d’hygiène, en particulier dans les milieux infirmiers, mais aussi pour l’aisance qu’ils procurent dans la vie courante et pour la pratique du sport.
Au milieu des années 1950, les cheveux longs tombent en désuétude, et deviennent parfois considérés comme un élément de mode rétro, nostalgique de l’époque avant-guerre.
Dix ans plus tard, le chignon est redevenu une coiffure clé, nécessaire. Ainsi, même Gisèle Touret ayant fait éclat en arborant des cheveux coupés court, assure qu’elle arborera un chignon postiche pour ne pas se fermer la porte à ses anciens rôles. Au cours des années 1960, de nombreuses stars féminines s'affirment avec des cheveux coiffés en chignon. C'est le cas par exemple de Brigitte Bardot qui donne son nom à un type de chignon très populaire dans cette décennie, ce chignon légèrement crêpé aussi appelé choucroute, que Jacques Dessange aurait inventé pour elle dans le film Et Dieu... créa la femme en 1956,. Dans le cadre d'une société où la télévision s'installe de plus en plus, la culture de masse commence à s'ancrer fermement et, de manière générale, les femmes veulent être coiffées comme telle ou telle star. D'après Vincent Chenille, le problème principal réside dans la constatation qu’elles n’ont pas les mêmes cheveux.
La SHCF[Qui ?] lance en 1968 la Catogane, une ligne de coiffures en chignon. Il s’agit d’un chignon à pointes bouclées avec des guiches. Au cours des années 1970, ce chignon disparaît pour laisser place à une coiffure plus courte et plus frisée.

## Description
Il permet par exemple de ne pas être gêné dans ses activités par une chevelure que l'on ne veut pas couper pour des raisons esthétiques, culturelles ou religieuses. Il n'est donc pas toujours l'apanage des femmes, comme c'est le cas dans l'Occident moderne.
Le chignon masculin était autrefois courant chez certaines tribus germaniques (chignon suève), en Inde (voir iconographie bouddhique), en Chine et au Japon (coiffure des samouraïs et des lutteurs de sumo). Les hommes sikhs rassemblent leurs cheveux en un chignon au sommet du crâne. Chez les femmes, le chignon est considéré comme une coiffure pudique et sage qui dégage le visage.
Le chignon le plus simple consiste en une queue-de-cheval très serrée, roulée en boule.
Le filet en résille est un excellent moyen de faire tenir un chignon.

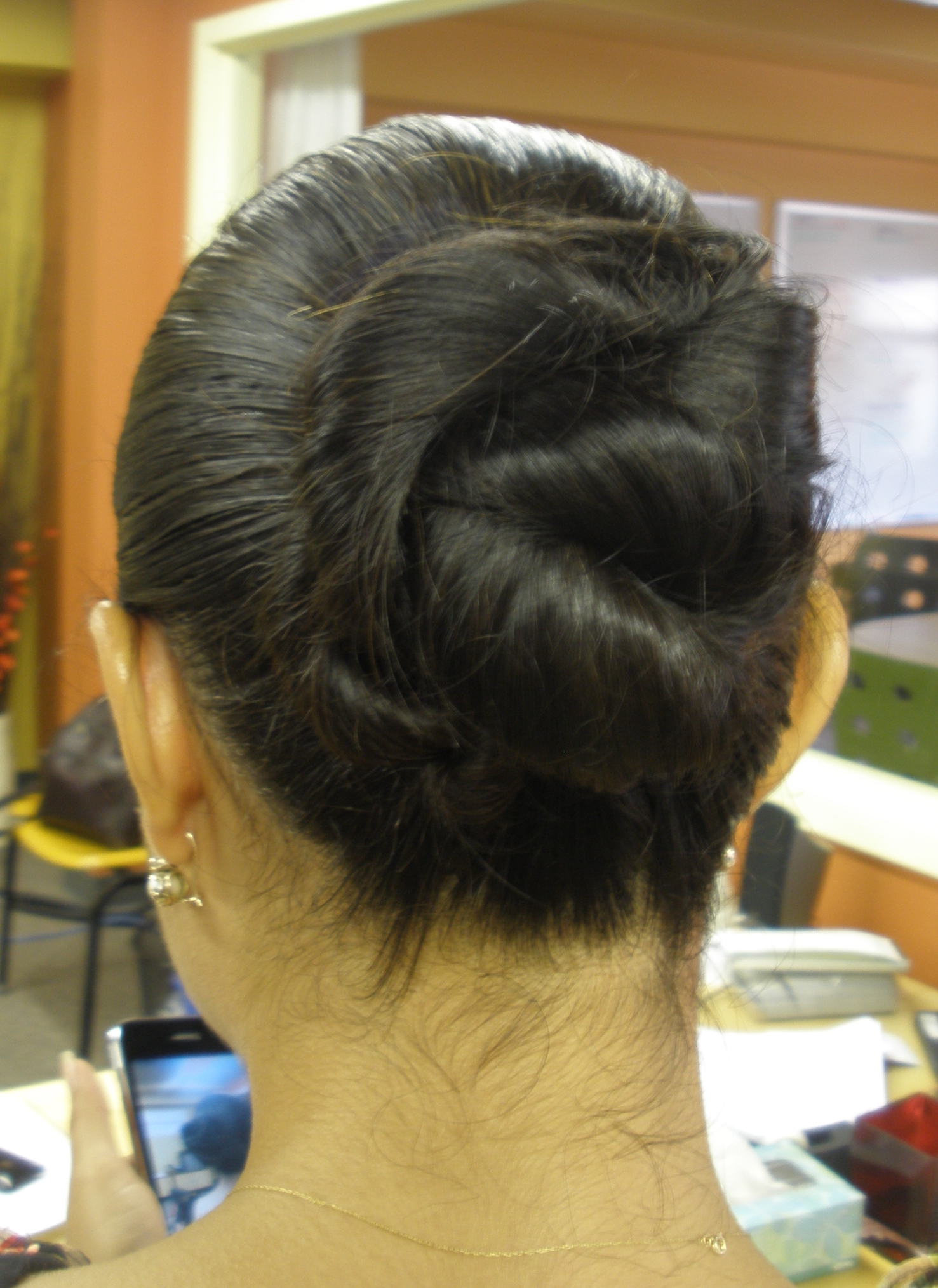
Jeune femme avec un chignon.

Il existe d'autres formes de chignons, tels que le chignon banane ou bien le chignon avec donut, plus compliqués et qui consistent à placer un boudin en tissu dans le chignon pour donner du volume à la chevelure.
Quand le chignon est fort volumineux sur le dessus de la tête à la manière d'un casque, il se désigne sous le terme de chignon casque.
Si la chevelure est divisée en deux couettes, chacune permettant l'élaboration d'un chignon sur chaque côté de la tête, on parle alors de macarons.
Le chignon peut être strict ou décontracté suivant la façon dont il est réalisé.

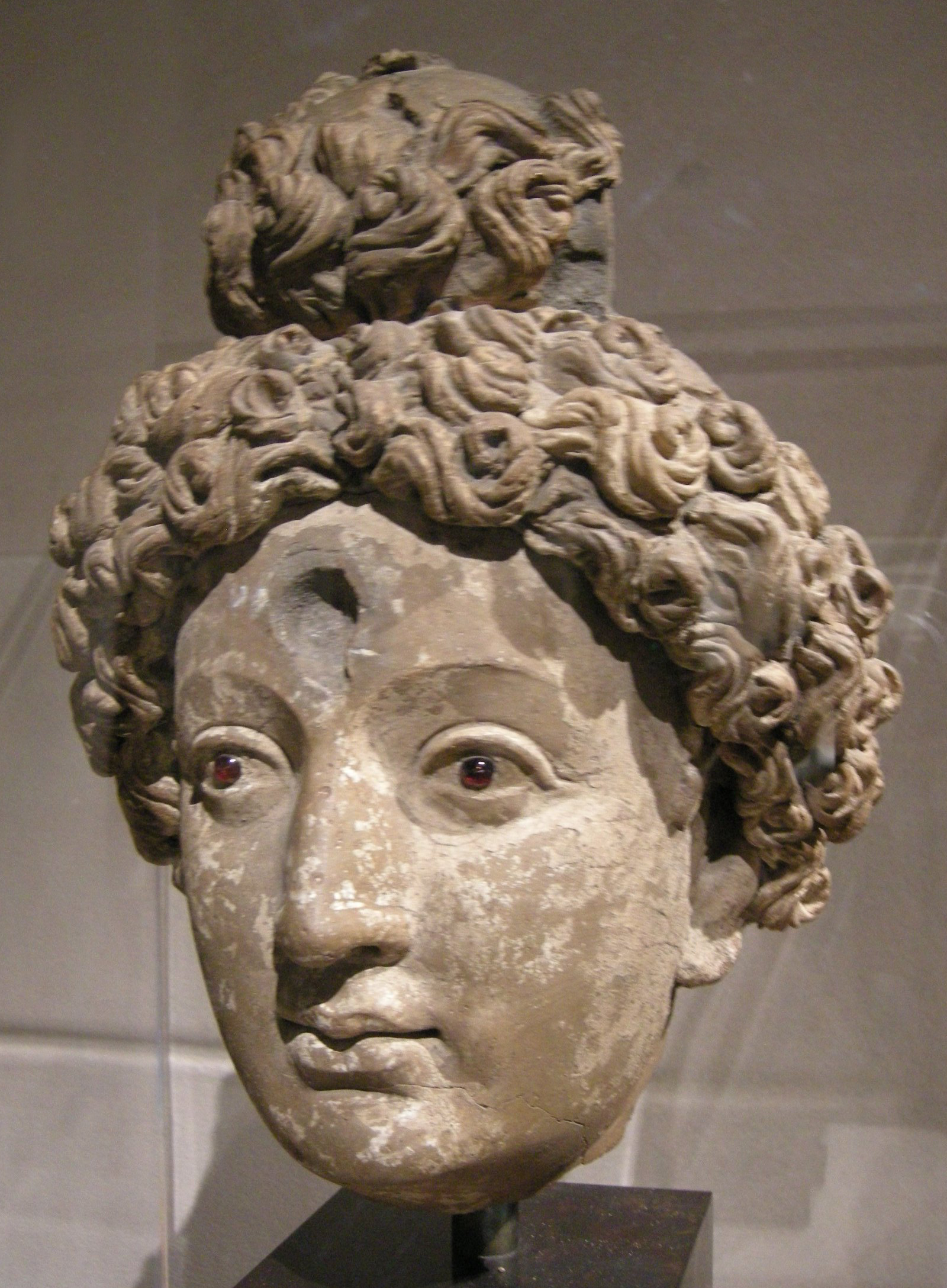
Tête de Bouddha ou d'un Bodhisattva. Afghanistan, Ve ou VIe siècle. (Page du musée).
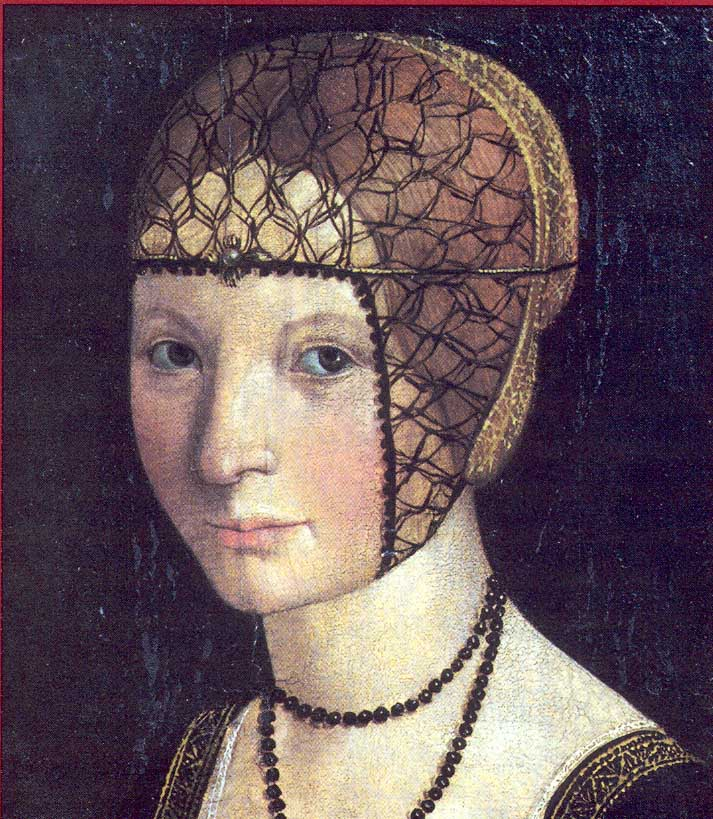
Le filet en résille est un excellent moyen de faire tenir un chignon (Anne d'Alençon, tableau italien du début du XVIe siècle).
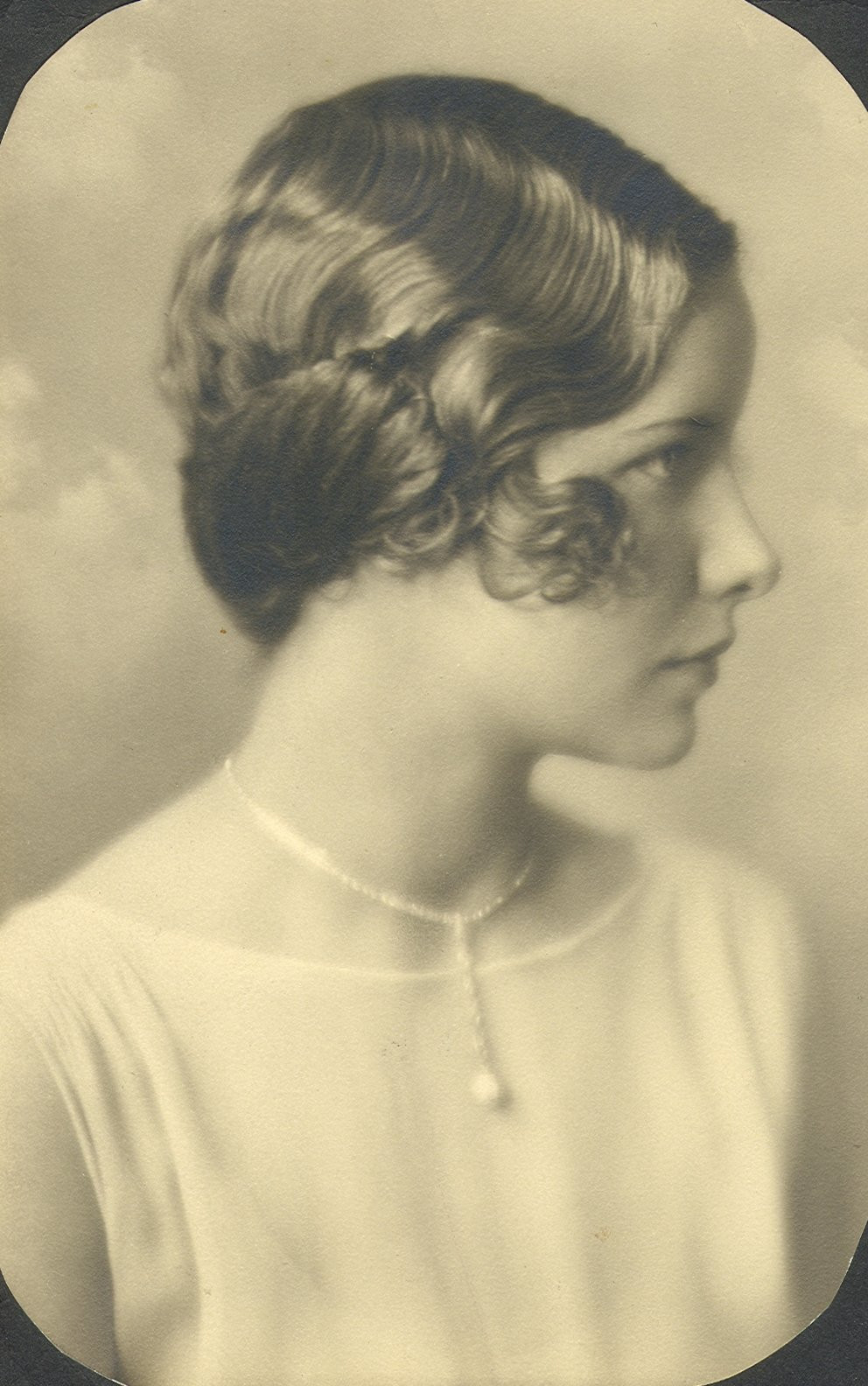
Chignon dans les années 1920.
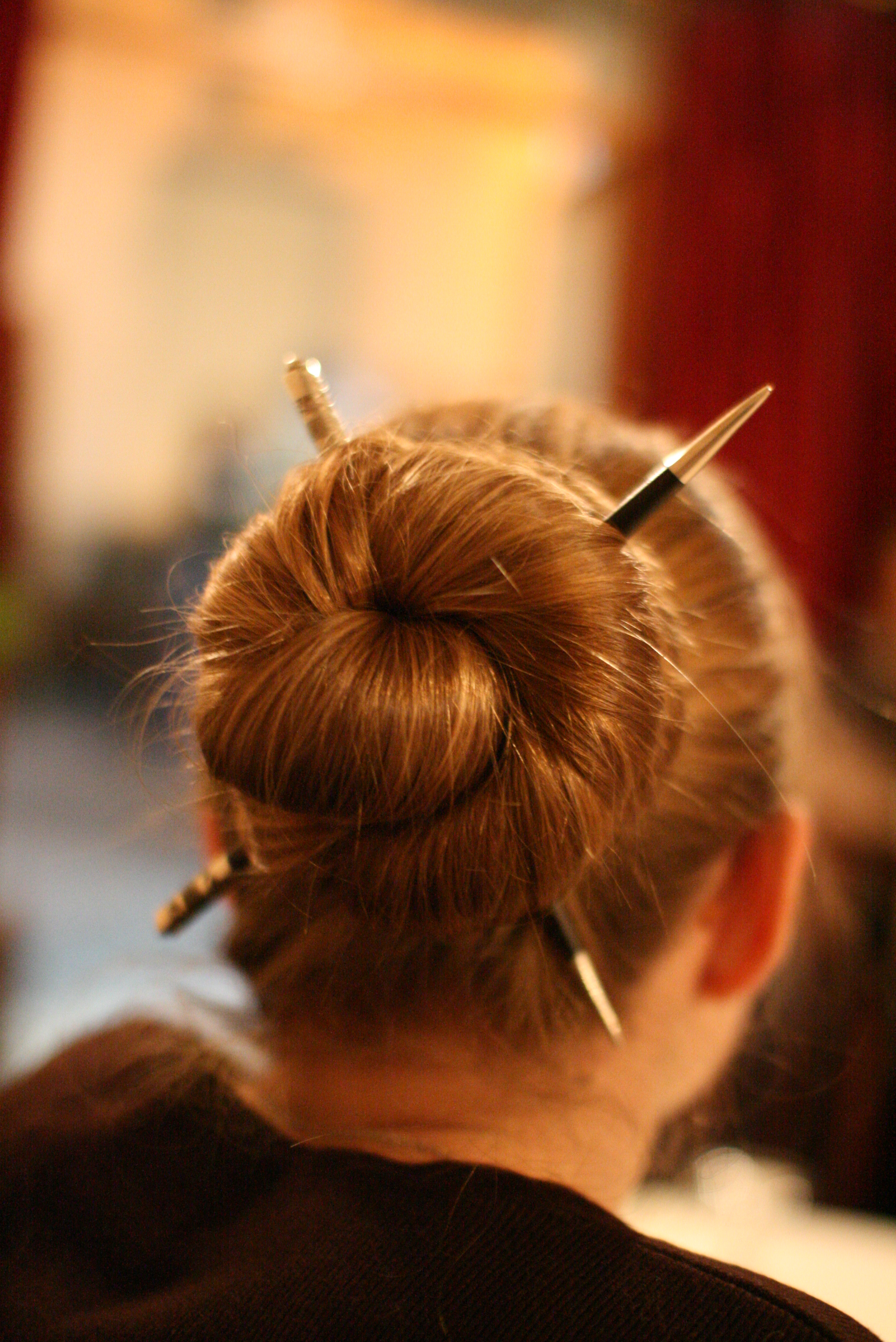
Chignon avec baguettes.
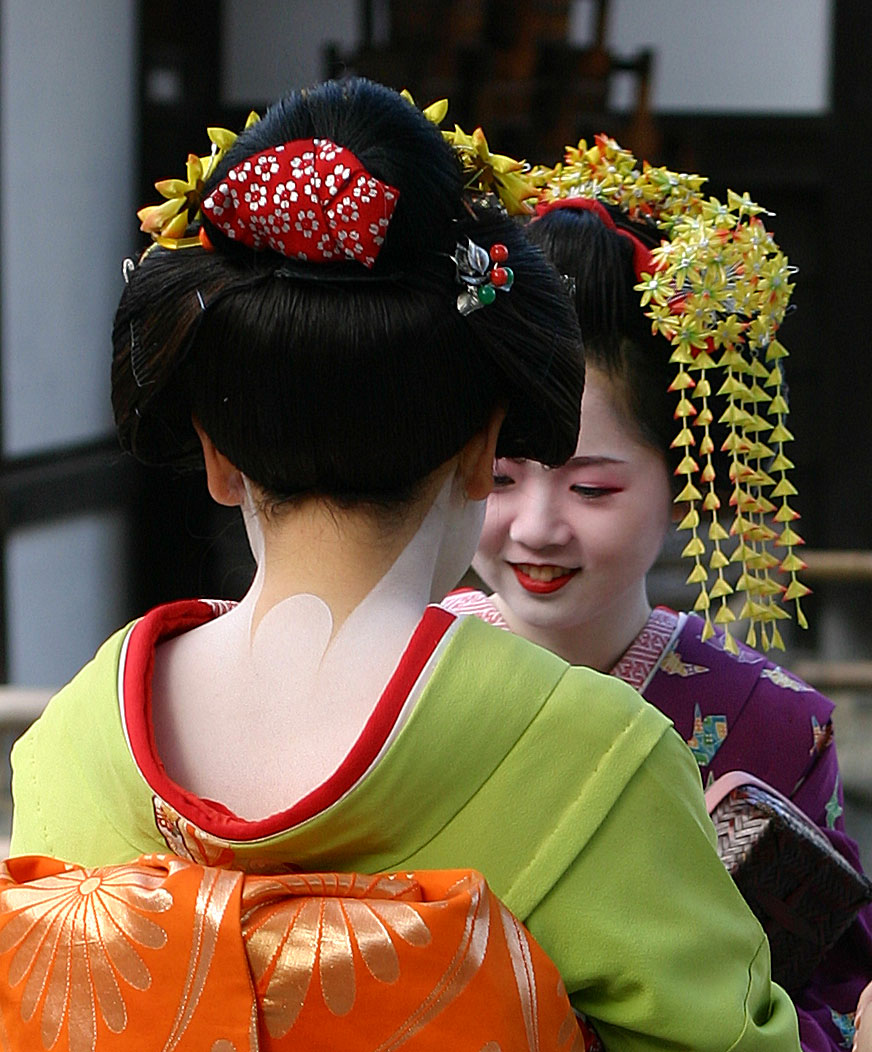
Chignon de geisha.
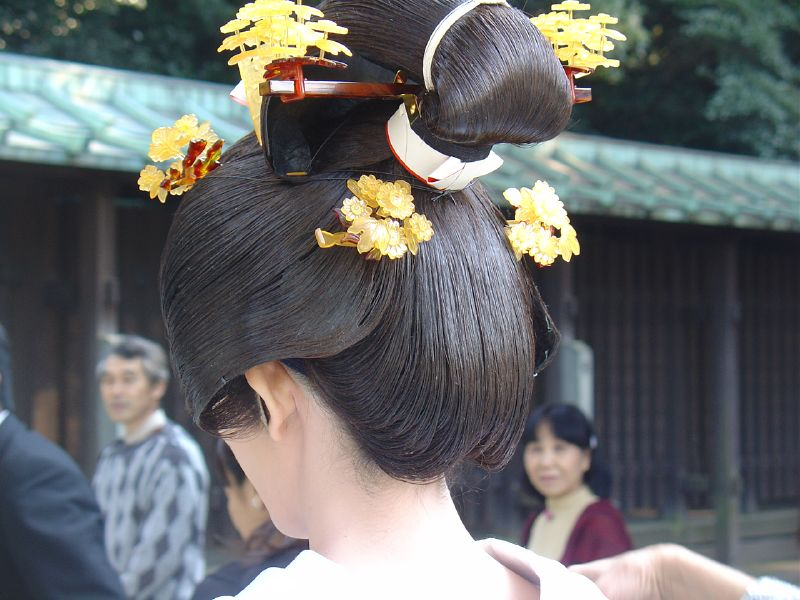
Chignon de geisha, détail de dos.

## Cultures

### Inuits
Pour les Inuits, le cheveu est tout naturellement désigné par le chignon lui-même. Sa largeur est proportionnelle à l’abondance en cheveux. La position du chignon est étroitement liée avec l’âge : tandis que les jeunes filles le portent plat mais très large, ceux des femmes plus âgées sont hauts et étroits. Dans cette culture, le changement de coiffure - passage des cheveux détachés au chignon - se fait à la puberté. Il s’agit ensuite d’une coiffure canonique, qui ne peut être défaite qu’en cas de deuil ou de maladie.

### Sikhs
Parmi les Punjabi, il est d’usage pour les hommes de ne jamais se couper les cheveux. Très jeunes, dès l’âge de quatre ans, les jeunes garçons coiffent leurs cheveux en chignon au sommet de la tête. Plus tard, ceux-ci sont protégés par un épais turban.

## Anecdotes

### Étymologie
Le mot chignon est issu de l'ancien français chäengnon (fin XIIe siècle) et chagnon (XIIIe siècle). On retrouve notamment ces appellations dans des écrits de George Sand, qui l'use en tant que régionalisme. Ces deux mots ont eux-mêmes pour origine catenio, terme de bas latin signifiant « chaîne » ou « lien », dérivant de catena (« chaîne »). Le développement sémantique aboutit au sens français de « nuque », lequel peut faire référence à la chaîne formée par les vertèbres, ou à la chaîne passée autour du cou des prisonniers.
En langue française, chignon a signifié « nuque » jusqu’au XVIIe siècle, pour ensuite glisser vers le sens «masse de cheveux relevés sur la nuque», autour de 1725.

### Se crêper le chignon
Le crêpage des cheveux est une action dont le but consiste à donner du volume à la chevelure. Ainsi, le crêpage peut être réalisé en rendant artificiellement les cheveux crépus, i.e. en leur donnant une frisure très serrée. L’impression de volume peut également être donnée en rebroussant le cheveu vers sa racine et en lissant la partie supérieure de la mèche.
L’expression se crêper le chignon désigne une altercation violente entre femmes, incluant typiquement des griffures et tirages de cheveux. Une fois la dispute finie, les cheveux sont conséquemment ébouriffés et peuvent faire penser à un crêpage désordonné.

### Le chignon des danseuses classiques

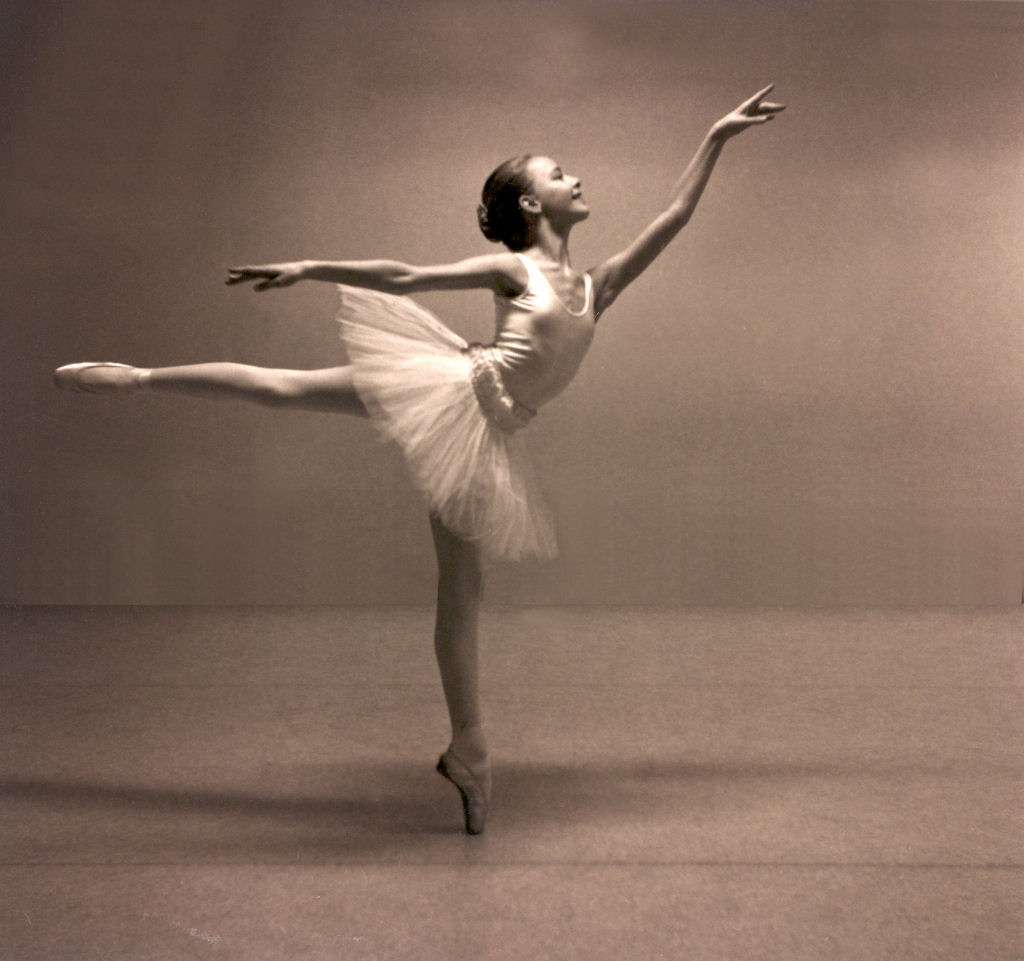
Danseuse classique en chignon.

Le chignon est la coiffure imposée à la plupart des danseuses classiques : cette arrangement de la chevelure dégage la nuque et permet au professeur de la voir aisément pour mieux corriger son maintien. Cela s’inscrit dans la continuité de la « tenue minimale » arborée par les danseurs classiques en général - les vêtements proches du corps permettent de voir distinctement les gestes du danseur. De fait, le chignon est, dans ce cas, plutôt haut et  spécialement plat pour suivre la ligne du crâne. Afin de ne pas briser la courbe, il n’est jamais accompagné de pendants d’oreille, même si grâce à cette coiffure, les oreilles sont elles aussi dégagées.